# Eriopyga rubripuncta
Eriopyga rubripuncta är en fjärilsart som beskrevs av William Schaus 1903. Eriopyga rubripuncta ingår i släktet Eriopyga och familjen nattflyn. Inga underarter finns listade i Catalogue of Life.